# Aqua Teen Hunger Force
Aqua Teen Hunger Force — anche noto come Aqua Unit Patrol Squad 1, Aqua Something You Know Whatever, Aqua TV Show Show, Aqua Teen Hunger Force Forever o con l'acronimo ATHF — è una serie televisiva animata statunitense del 2000, creata, diretta e sceneggiata da Dave Willis e Matt Maiellaro.
Originata da una sceneggiatura cancellata per un episodio di Space Ghost Coast to Coast, la serie è incentrata su Frullo, Fritto e Polpetta, tre prodotti da fast food antropomorfi che convivono insieme in un quartiere di periferia. I protagonisti interagiscono spesso con il loro vicino di casa Carl Brutananadilewski e diverse creature in cui si imbattono regolarmente. Nonostante il loro scopo iniziale fosse quello di sventare il crimine, la sottotrama è andata piano piano a svanire nel corso dei primi episodi.
Preceduta da un episodio pilota trasmesso il 30 dicembre 2000 su Cartoon Network, la serie viene trasmessa ufficialmente negli Stati Uniti su Adult Swim dal 9 settembre 2001 e conta un totale di 139 episodi ripartiti su 11 stagioni. In Italia la serie è stata pubblicata su TIMvision dal 1º febbraio 2018, dove sono state rese disponibili l'ottava, la nona e la decima stagione.
Dalla serie sono stati tratti un episodio pilota spin-off cancellato intitolato Spacecataz (incluso sotto forma di segmenti durante la terza stagione della serie), i due spin-off Carl's Stone Cold Lock of the Century of the Week e Soul Quest Overdrive, due film intitolati Aqua Teen Hunger Force Colon Movie Film for Theaters e Aqua Teen Forever: Plantasm, i cortometraggi AquaDonk Side Pieces e cinque videogiochi (due dei quali per browser), distribuiti da Macrospace, Oberon Games e Midway Games rispettivamente per dispositivi mobili, PC e PlayStation 2.
A gennaio 2023, la serie è stata rinnovata per una dodicesima stagione composta da 5 episodi che è stata trasmessa dal 26 novembre dello stesso anno.

## Trama
La serie è basata sulle avventure surreali di tre prodotti da fast food antropomorfi: Frullo, un milkshake egoista e patologicamente bugiardo; Fritto, una scatola di patate fritte intelligente, e Polpetta, una palla di carne macinata mutaforme infantile. I tre vivono insieme come coinquilini e raramente vanno d'accordo tra di loro o con il loro vicino di casa umano Carl Brutananadilewski, un uomo di mezza età fanatico dello sport e del sesso. I protagonisti interagiscono con vari cattivi o altri individui nel corso di ogni episodio; queste interazioni sono spesso limitate a un episodio, tuttavia alcuni personaggi minori riappaiono negli episodi successivi. Alcuni episodi prevedono interazioni con celebrità, personaggi storici o atleti professionisti realmente esistenti. I Lunamiani, due alieni proveniente dalla Luna, appaiono spesso durante la serie. Servono come antagonisti primari e scatenano il caos attraverso una serie di azioni illegali o distruttive. Gli episodi spesso finiscono con la morte non canonica dei protagonisti o con la distruzione delle loro proprietà; tuttavia, anche se in molti episodi la casa di Carl o degli Aqua Teen viene gravemente danneggiata o distrutta, ritorna come nuova e senza spiegazioni nell'episodio successivo.
Nelle prime sette stagioni di Aqua Teen Hunger Force, i protagonisti vivevano in un quartiere di periferia nel sud del New Jersey. Durante l'ottava stagione, la sede è stata cambiata a Seattle, a Washington, anche se il quartiere rimane pressoché identico a quello delle prime sette stagioni. A partire dalla nona stagione, lo stesso quartiere è situato nella località fittizia di Seattle, nel New Jersey.

## Episodi
| Stagione            | Episodi | Prima TV USA | Pubblicazione Italia |
| ------------------- | ------- | ------------ | -------------------- |
| Prima stagione      | 18      | 2000-2002    | inedita              |
| Seconda stagione    | 24      | 2003         | inedita              |
| Terza stagione      | 13      | 2004         | inedita              |
| Quarta stagione     | 13      | 2005-2006    | inedita              |
| Quinta stagione     | 10      | 2008         | inedita              |
| Sesta stagione      | 10      | 2009         | inedita              |
| Settima stagione    | 12      | 2010         | inedita              |
| Ottava stagione     | 10      | 2011         | 2018                 |
| Nona stagione       | 10      | 2012         | 2018                 |
| Decima stagione     | 10      | 2013         | 2018                 |
| Undicesima stagione | 9       | 2015         | inedita              |
| Dodicesima stagione | 5       | 2023         | inedita              |
| Corti               | 10      | 2022         | inediti              |

## Personaggi e doppiatori

### Personaggi principali

Frullo e Fritto ricevono la visita dei Lunamiani

- Frullo (in originale: Master Shake) (stagioni 1-11), voce originale di Dana Snyder, italiana di Luigi Ferraro.
Il primo componente degli Aqua Teen. È un bicchiere da frappé con una cannuccia rosa e delle mani gialle situate ai lati del bicchiere. Frullo ha un carattere avido, pigro e crudele contro tutti. Anche se viene specificato pochissime volte all'interno del cartone, all'interno di Frullo sembra esserci un pistacchio collegato alla sua cannuccia che gli permette di sparare una sostanza biancastra e di creare qualsiasi cosa voglia per poi farla esplodere.
- Fritto (in originale: Frylock) (stagioni 1-11), voce originale di Carey Means, italiana di Fabrizio Russotto.
Il secondo componente degli Aqua Teen. È una scatola rossa fluttuante di patatine fritte, con un apparecchio e il pizzetto. Fritto è il personaggio più intelligente del gruppo e rappresenta, tra l'altro, la figura paterna di Polpetta, spesso salvandolo dai vari scherzi di Frullo. Può sparare raggi laser dagli occhi.
- Polpetta (in originale: Meatwad) (stagioni 1-11), voce originale di Dave Willis, italiana di Gianluca Machelli.
Il terzo componente degli Aqua Teen. È una palla di carne macinata con un solo dente. Molte volte è infantile e ingenuo, tanto che viene bullizzatto da Frullo. Per questo Fritto, la maggior parte delle volte, lo protegge dai vari scherzi cattivi di Frullo. A volte dimostra di avere alte capacità intellettuali, anche se per la maggior parte del tempo rimane infantile e immaturo.
- Carl Brutananadilewski (stagioni 1-11), voce originale di Dave Willis, italiana di Dario Oppido.
L'irascibile vicino in sovrappeso degli Aqua Teen. Oltre ad essere calvo è baffuto, Carl è molto sarcastico e ama la pornografia, lo sport, la sua automobile e avere rapporti sessuali. Molte volte sgrida gli Aqua Teen quando li trova usare la sua piscina o quando loro (specialmente Frullo) distruggono la sua auto. Tuttavia, probabilmente perché non sembra avere dei veri amici, occasionalmente socializza con loro, in particolare quando condividono un obiettivo o qualcos'altro in comune.

### Personaggi secondari
- Dott. Weird, voce originale di C. Martin Croker.
- Steve, voce originale di C. Martin Croker, italiana di Corrado Conforti.
- Lunamiani (in originale: Mooninites), voci originali di Dave Willis (Ignignokt) e Matt Maiellaro (Err), italiane di Giuliano Bonetto (Ignigokt) e Raffaele Palmieri (Err).
- Plutoniani (in originale: Plutonians), voci originali di Andy Merrill (Oglethorpe) e Mike Schatz (Emory), italiane di Massimo Bitossi (Oglethorpe) e Alberto Caneva (Emory).
- MC Pee Pants, voce originale di MC Chris.
- Cybernetic Ghost of Christmas Past from the Future, voce originale di Matt Maiellaro.
- Boxy Brown, voce originale di Dave Willis e Killer Mike (2° film).
- Dott. Wongburger, voce originale di Tommy Blacha.
- Markula, voce originale di Matt Maiellaro.
- Gene Belcher, voce originale di Eugene Mirman
- Jimmy, voce originale di Michael D. Hanks.

## Produzione

### Ideazione e sviluppo

Logo della serie

La serie ha le sue origini durante le fasi di scrittura della sesta stagione di Space Ghost Coast to Coast nel 1999, dove sarebbero dovuti apparire i prototipi di Frullo, Fritto e Polpetta. L'episodio, noto in seguito come Baffler Meal, è stato oggetto di diverse riscritture, comprendenti circa trenta bozze diverse, e si sarebbe concentrato in particolare su una fittizia catena di fast food chiamata Burger Trench dove il collettivo irrompeva nello studio di Space Ghost, tuttavia è stato rifiutato a causa della mancanza del supereroe per la maggior parte dell'episodio. Secondo una delle sceneggiature iniziali di Baffler Meal, le mascotte del Burger Trench dovevano dirottare il programma di Space Ghost, poiché quest'ultimo non aveva i soldi per pagare il cibo ordinato in un fast food. L'episodio in seguito è stato riscritto completamente e intitolato Kentucky Nightmare, eliminando le apparizioni degli Aqua Teen.

Nel 2000 gli sceneggiatori Dave Willis e Matt Maiellaro hanno presentato una serie completa basata sui protagonisti di Baffler Meal, tuttavia secondo i dirigenti di Cartoon Network, sarebbe stata "una mossa molto poco convenzionale e molto poco professionale". Nonostante ciò, Aqua Teen Hunger Force è entrato in fase di produzione e il 30 dicembre 2000, Cartoon Network ha trasmesso senza preavviso una versione incompleta dell'episodio pilota Rabbot come parte della "Programmazione speciale".

La serie Space Ghost Coast to Coast da cui è tratto lo script originale con gli Aqua Teen Hunger Force.

Il 9 settembre 2001, la serie ha iniziato ufficialmente le sue trasmissioni in concomitanza con l'apertura del blocco televisivo Adult Swim dedicato agli adulti. Anche se inizialmente la trama prevedeva che gli Aqua Teen dovevano sventare i crimini della loro città, questa premessa è sparita col proseguire degli episodi, infatti è servita soprattutto "per placare i dirigenti di Cartoon Network che non volevano trasmettere una serie del genere". Per sviluppare e animare la prima stagione è servito un anno di lavoro. Secondo Willis, la produzione della seconda stagione è cominciata prima ancora di aver completato la prima, così che potessero assicurarsi che la serie venisse presa effettivamente dal network.
Secondo il creatore Dave Willis, i primi dieci episodi della prima stagione sono in parte le sceneggiature respinte da Space Ghost Coast to Coast. Originariamente la serie era stata intitolata Aqua Teen Hunger Force Unit Patrol Squad 1, nome in seguito riutilizzato per l'ottava stagione della serie. La sceneggiatura iniziale di Baffler Meal è stata rielaborata e prodotta ufficialmente in seguito all'accoglienza di Aqua Teen Hunger Force. L'episodio è stato trasmesso il 1º gennaio 2003 subito dopo il conto alla rovescia per il nuovo anno di Adult Swim. Secondo Willis, dopo la trasmissione dell'episodio Boost Mobile, la Boost Mobile Company ha regalato loro dei "kit di lozioni".

### Sceneggiatura e regia
Ogni episodio di Aqua Teen Hunger Force è stato scritto e diretto dai creatori della serie Dave Willis e Matt Maiellaro e prodotto dalla Williams Street. Gran parte del dialogo è stato composto con l'improvvisazione da parte del talento vocale. Anche se la serie è stata interamente sceneggiata, i commenti e le parti improvvisate vengono adattati al movimento della bocca durante il processo di animazione. La serie non attraversa alcuna fase di storyboarding. Per completare la sceneggiatura di ogni singolo episodio si impiegano circa due o tre giorni. Dalla registrazione al prodotto finito si spendono invece circa 10-12 settimane.
Molti membri del cast hanno lavorato in passato alla serie animata Space Ghost Coast to Coast.

### Stile e animazione
L'animazione della serie è affidata a Wild Hare Studios di Atlanta, in Georgia, creata nel 1998 da Chris McMurray come supporto per i freelancer. Oltre ad aver trasmesso dei promo per diverse emittenti compresa Adult Swim, McMurray era responsabile anche del character design, degli episodi pilota e dell'animazione dei programmi di Adult Swim: The Brak Show e Aqua Teen Hunger Force. Lo studio di animazione fu successivamente cambiato alla Radical Axis, producendo la serie dalla quarta all'ottava stagione. Dalla nona all'undicesima stagione, l'animazione è stata prodotta da Awesome Inc. L'animazione della dodicesima stagione è stata prodotta dallo studio Floyd County Productions di Adam Reed e Matt Thompson.
I software principali adottati per l'animazione della serie sono Adobe Photoshop per le immagini, Adobe After Effects per le animazioni e Final Cut Pro per le eventuali modifiche.
Per realizzare le sceneggiature, Jay Edwards e Ned Hastings impiegano circa quattro o cinque settimane, dopo di che trascorrono una settimana ad animare approssimativamente le varie scene e completare i lavori di voice over. Gli animatori utilizzano come punto di riferimento il software QuickTime Player e dedicano altre cinque settimane a realizzare gli episodi per poi comprimerli in 11 minuti di esecuzione. Il budget conta di 60.000-250.000 dollari per episodio. Si utilizzano cinque o sei animatori per episodio, tre dei quali per le animazioni 2D. Fino all'ottava stagione, le animazioni 2D venivano realizzate su carta, metodo che ha perso di praticità. Con l'arrivo di Awesome Inc, le animazioni 2D vengono realizzate su Adobe Photoshop frame dopo frame.

### Doppiatori
Il cast principale della serie è composto da Dana Snyder nei panni di Frullo, Carey Means nel ruolo di Fritto, e dal co-creatore della serie Dave Willis sia per Polpetta che per Carl Brutananadilewski, nonché di Ignignokt. Matt Maiellaro ha prestato la voce a Err e Cybernetic Ghost of Christmas Past from the Future. I membri del cast principale e Maiellaro recitano occasionalmente anche altri personaggi minori, oltre ai loro ruoli principali. Tutti e tre i personaggi principali compaiono in quasi ogni episodio. Tuttavia sono tutti assenti nell'episodio Sirens della quinta stagione e nell'episodio Le navicelle gemelle della decima stagione. Nell'episodio Robots Everywhere della quinta stagione, Fritto e Frullo fanno solo brevi cameo parlati, mentre Polpetta è completamente assente.
L'artista voice-over George Lowe ha fatto diverse apparizioni in tutta la serie. Lowe in precedenza ha interpretato il ruolo di Space Ghost in Space Ghost Coast to Coast e Cartoon Planet, da cui diversi membri del cast e della troupe hanno lavorato per Aqua Teen Hunger Force. Lowe ha fatto la sua prima apparizione in Aqua Teen Hunger Force nell'episodio Mail-Order Bride della prima stagione e ha continuato a realizzare molti altri cameo negli episodi successivi. Ha avuto un ruolo di spicco come se stesso nell'episodio Antenna della quarta stagione e ha ripreso il ruolo di Space Ghost per una rapida apparizione in Aqua Teen Hunger Force Colon Movie Film for Theaters. Lowe è stato in seguito considerato un membro del cast principale nel 2011 durante Aqua Unit Patrol Squad 1, dove ha annunciato il titolo di ogni episodio e ha continuato a fare cammei. Più tardi, Lowe ha fatto un'altra apparizione di spicco nell'episodio Il copyright di Aqua Something You Know Whatever.
L'animatore della serie C. Martin Croker, noto per la sua interpretazione di Zorak in varie serie animate e speciali, ha fornito le voci sia del Dott. Weird che di Steve, durante le aperture delle prime due stagioni, e nell'episodio L'Ipersonno. Croker ha anche doppiato diversi uccelli nell'episodio Eggball della settima stagione. Andy Merrill ha interpretato Oglethorpe al fianco di Mike Schatz nei panni di Emory in diversi episodi. Merrill è anche noto per la sua interpretazione di Brak in diverse serie e speciali e ha fornito la voce di Merle negli episodi Escape from Leprechaupolis e The Last One. Il rapper MC Chris ha fornito la voce di MC Pee Pants in diversi episodi. Chris ha anche fornito la voce di Carl bambino nell'episodio Cybernetic Ghost of Christmas Past from the Future ed è tornato per un ruolo musicale nell'episodio One Hundred della settima stagione, dopo una lunga assenza. Tommy Blacha si è unito al cast ricorrente con l'introduzione del suo personaggio Wongburger nell'episodio Dickesode della quarta stagione. Con l'eccezione di Tommy Blacha, l'intero cast ricorrente ha ripreso il proprio ruolo in Aqua Teen Hunger Force Colon Movie Film for Theaters.

Nel corso della serie, Dave Willis ha doppiato un totale di 72 mostri principali apparsi in episodi separati per ciascuno. Vari comici, atleti e altre celebrità hanno fatto apparizioni come ospiti, solitamente accreditati sotto pseudonimi.

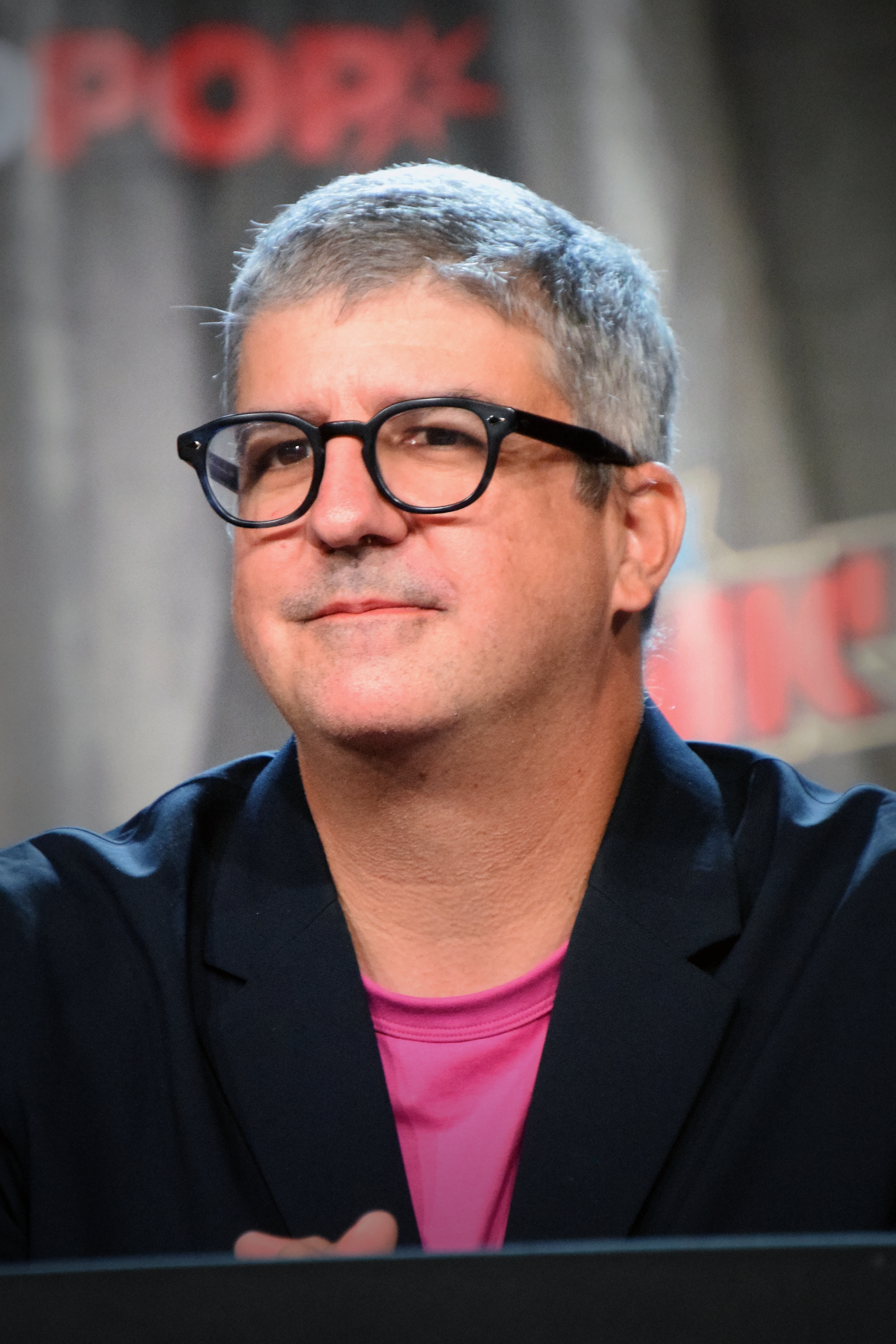
Dana Snyder al New York Comic Con nel 2022
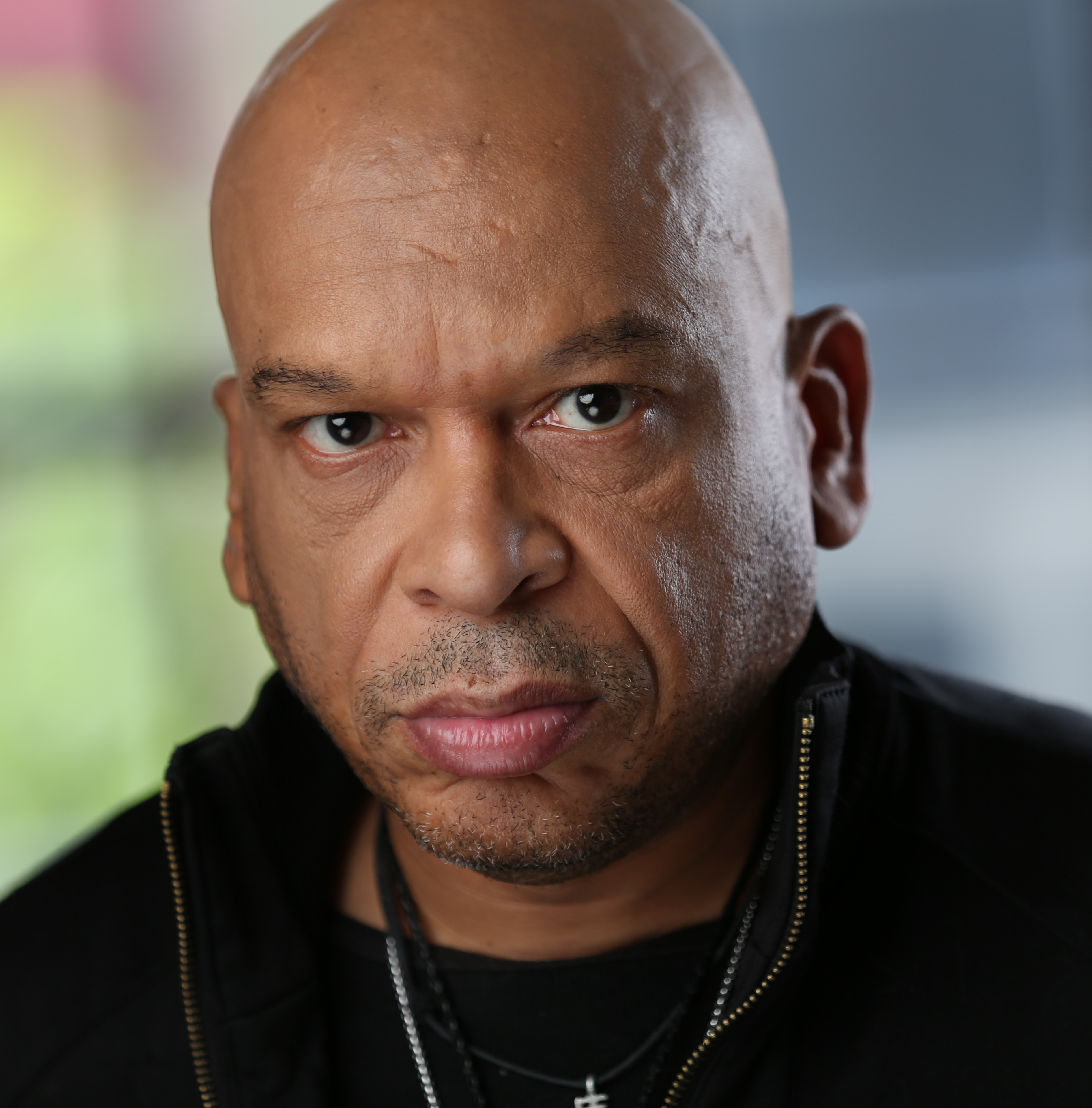
Carey Means nel 2018
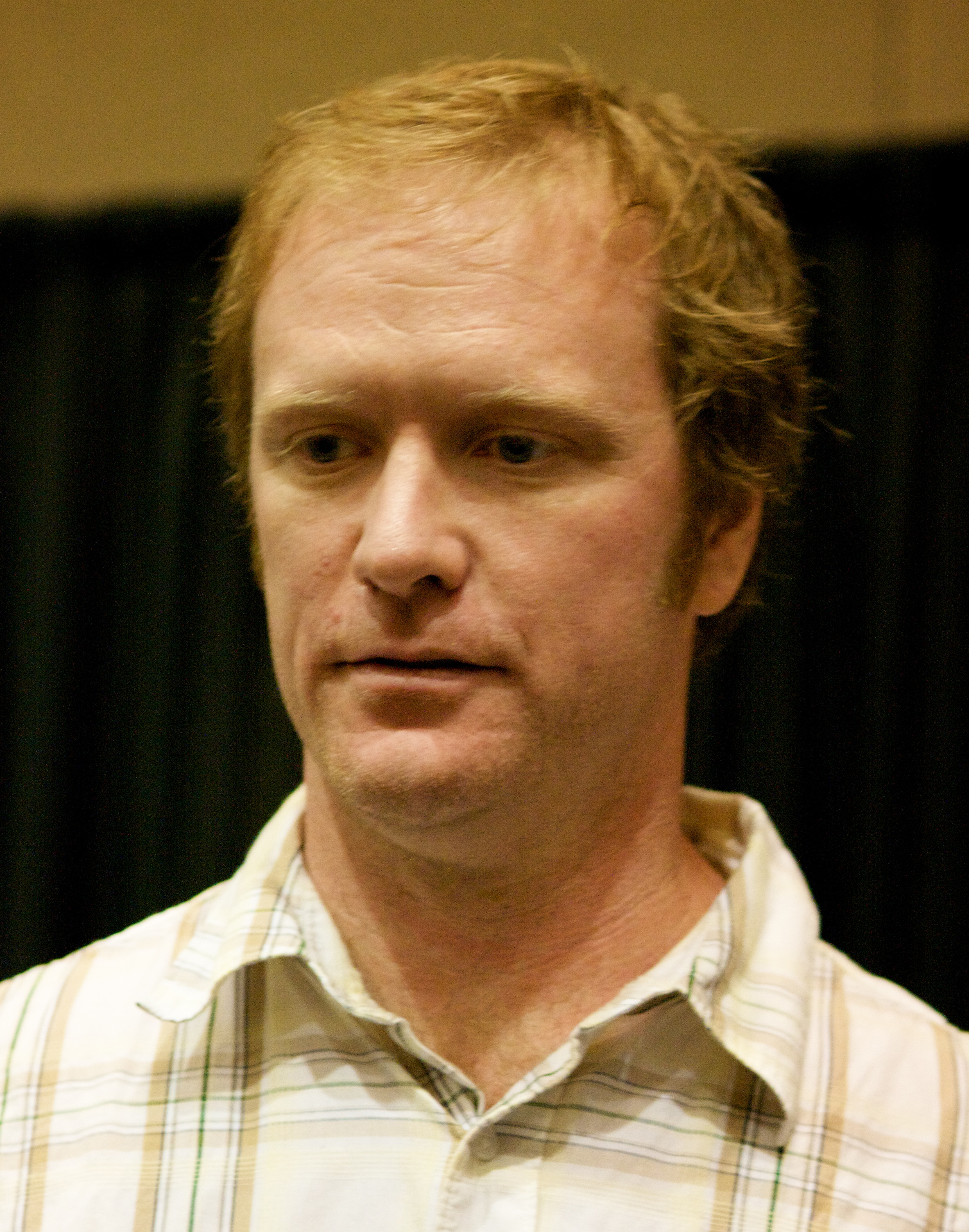
Dave Willis al Dragon Con nel 2008

### Titoli alternativi
Secondo Willis, i frequenti cambi di titolo delle stagioni sono stati fatti per "pura noia", affermando di aver cambiato intenzionalmente il nome ogni anno sperando che le persone non trovassero la serie su TV Guide.
Nel 2011, per l'ottava stagione, il titolo della serie è stato cambiato in Aqua Unit Patrol Squad 1. Maiellaro poi ha affermato in un'intervista che "lui e Willis erano stanchi del vecchio titolo e hanno voluto provare a cambiarlo per rinnovare l'immagine dello show e per dare una sensazione di nuovo nel cartone". Per la nona stagione, il titolo è stato cambiato in Aqua Something You Know Whatever, per la decima stagione è cambiato in Aqua TV Show Show e per l'undicesima stagione in Aqua Teen Hunger Force Forever.

### Cancellazione
Nel 2015 Adult Swim ha cancellato Aqua Teen Hunger Force dopo 15 anni di trasmissione. La cancellazione è andata contro la volontà di Willis e Maiellaro, che per primi ne sono venuti a conoscenza dallo studio di animazione Awesome Inc, a metà della produzione dell'undicesima stagione.
Willis ha affermato che l'allora vicepresidente di Adult Swim, Mike Lazzo, ha preso la decisione di porre fine alla serie poiché "era pronto a voltare pagina". L'episodio The Last One Forever and Ever (For Real This Time) (We Fucking Mean It) è stato falsamente promosso come finale della serie, infatti il vero finale, intitolato The Greatest Story Ever Told, è stato pubblicato sul sito ufficiale di Adult Swim in anticipo il 26 agosto 2015, prima di andare in onda quattro giorni dopo sulla rete. Al momento della sua conclusione, la serie è stata la serie originale più longeva di Adult Swim.

#### Revival
Durante un'intervista sulla cancellazione della serie, Maiellaro ha dichiarato che non ci sono piani per rilanciare Aqua Teen Hunger Force, ma che potrebbe tornare in futuro. Nel 2017 ad Adult Swim è stato chiesto perché non facessero più episodi della serie, a cui hanno risposto che "potrebbero" durante un bumper pubblicitario. Nel 2019, durante un'intervista con Decider, Maiellaro ha dichiarato di essere aperto ad un revival, rivelando che due anni prima, la rete aveva in progetto un episodio speciale che tuttavia non è andato in porto in sostituzione ad un altro basato sulla serie animata 12 oz. Mouse, creata da Maiellaro.
Il 19 maggio 2021, Adult Swim ha annunciato una webserie di cortometraggi spin-off intitolata AquaDonk Side Pieces, incentrata sui personaggi secondari di Aqua Teen Hunger Force tra cui i Lunamiani, i Plutoniani, MC Pee Pants, la Confraternita degli Alieni, Happy Time Harry, Handbanana e The Cybernetic Ghost of Christmas Past from the Future. È stato rivelato che avrebbe contenuto dagli 8 ai 10 episodi e che sarebbe stato pubblicato su HBO Max verso fine 2021. Nel novembre 2021, durante l'Adult Swim Festival, la rete ha mostrato una clip di un episodio di AquaDonk Side Pieces, posticipando la data d'uscita al 2022. In seguito, il doppiatore Dana Snyder ha confermato la distribuzione dei corti (formati dai 10 ai 12 episodi) in concomitanza con la distribuzione del secondo film diella serie, Aqua Teen Forever: Plantasm, su HBO Max nell'estate 2022.
Nell'aprile dello stesso anno, MC Chris e Dana Snyder hanno rivelato che i corti di AquaDonk Side Pieces sarebbero stati pubblicati su YouTube e sul sito ufficiale di Adult Swim a partire dal 18 aprile 2022. L'animazione è stata realizzata da Bento Box Entertainment mentre il tema musicale, intitolato AquaDonk Side Pieces Theme, è stato prodotto da DJAT e DJ Tease.
Nel gennaio 2023, WarnerMedia ha confermato ufficialmente che è in sviluppo una dodicesima stagione composta da cinque episodi. Un mese dopo è stato annunciato che sarebbe stata prodotta da Floyd County Productions e a maggio 2023, Maiellaro ha affermato di essere alla conclusione della produzione degli episodi, rivelando la presenza di Brian Cox come guest star in un episodio. Successivamente ha rivelato anche la presenza di Danny Trejo come guest star di un altro episodio. Il 24 luglio 2023, il podcaster e fan della serie Ronnie Neeley (noto come Dancing Is Forbidden) ha rivelato di aver avuto la possibilità di doppiare un personaggio della dodicesima stagione. In seguito, Neeley ha riportato che la serie verrà trasmessa da autunno del 2023. Il 26 agosto 2023 ha riportato alcuni aggiornamenti sulla produzione del revival: il cast ha consegnato tutti i montaggi degli episodi, stanno completando l'animazione del quarto e quinto episodio, l'audio del primo episodio è stato terminato e che non hanno ancora una data di uscita.
In seguito sono stati riportati i nomi di Eric Bauza, Dan Fogler, Gary Anthony Williams e Maurice LaMarche come guest star della stagione. Una clip della dodicesima stagione è stata mostrata durante il New York Comic Con del 2023. La première della nuova stagione è stata fissata al 26 novembre 2023.
A maggio 2024, Maiellaro ha espresso l'imbrobabilità dell'arrivo di future stagioni al momento, descrivendo la serie come "cancellata".

### Crossover
I personaggi di Aqua Teen Hunger Force hanno interagito più volte con personaggi di altre serie animate della stessa o di altre reti, dimostrando talvolta di appartenere allo stesso univerno delle stesse.
Alcune scene di un episodio vengono mostrate nell'episodio Predator della serie animata Sealab 2021. Successivamente, in Murphy Murph and the Feng Shui Bunch, incentrato sull'incontro dell'equipaggio del Sealab con un decoratore di interni di nome Master Loo, si scopre verso i titoli di coda che gli eventi si sono svolti all'interno di un videogioco giocato da Frullo e Polpetta. Durante il finale di Sealab 2021, nell'episodio Legacy of Laughter, le interviste con i protagonisti suggeriscono che la serie è stata cancellata poiché "non è stata all'altezza di Aqua Teen Hunger Force". Polpetta viene mostrato guidare uno scooter nell'episodio Brakstreet di The Brak Show. Durante un episodio speciale trasmesso da Adult Swim nel capodanno del 2004, gli Aqua Teen sono invitati a casa di Brak insieme ai personaggi di Space Ghost Coast to Coast, Harvey Birdman, Attorney at Law e Sealab 2021. Inoltre, durante i bumper pubblicitari, viene rivelato che Thundercleese, uno dei personaggi principali di The Brak Show, è stato costruito da Fritto.
I tre Aqua Teen appaiono nel film Le Superchicche - Il film all'interno di uno dei monitor del telegiornale CTN News. Inoltre irrompono nello studio del supereroe Space Ghost nell'episodio Baffler Meal di Space Ghost Coast to Coast, in cui il programma viene acquistato da una catena di fast food chiamata Burger Tranch, in cui gli Aqua Teen sono le mascotte. Un deodorante per auto con Frullo viene intravisto sulla navicella spaziale di Coiffio nella serie animata Perfect Hair Forever. Durante il conto alla rovescia per il Capodanno del 2006, gli Aqua Teen e i Lunamiani appaiono insieme ai personaggi di Space Ghost Coast to Coast, Perfect Hair Forever, Squidbillies e 12 oz. Mouse. Nell'episodio speciale Anime Talk Show, Polpetta è intervistato da Space Ghost insieme a Early Cuyler di Squidbillies e Sharko di Sealab 2021.
Gli Aqua Teen sono apparsi in diversi episodi di Robot Chicken. Nell'episodio Plastic Buffet, tre bambole gonfiabili raffigurante Frullo, Fritto e Polpetta vengono mostrate nella casa di un telespettatore arrabbiato. In Suck It, i tre membri del consiglio si rivelano essere Frullo, Space Ghost di Space Ghost Coast to Coast e Peter Griffin de I Griffin. Durante uno sketch in 1987, Frullo afferma di odiare Robot Chicken. Una maglietta di Polpetta viene indossata da personaggi secondari in Book of Corrine, Werewolf vs. Unicorn, In a DVD Factory, I Love Her, President Hu Forbids It e Robot Chicken - Speciale un sacco di festività ma non temete c’è anche il Natale perciò levati il palo dal c**o Fox News. Nell'episodio Immortale, Frullo viene mostrato scappare da una cella insieme ai personaggi di altre serie tra cui Peter Griffin. Polpetta appare anche come protagonista di un segmento cancellato intitolato The Meatwad Incident, inserito come animatic all'interno del DVD della terza stagione di Robot Chicken. Una sveglia raffigurante Frullo è apparsa in Minoriteam. In South Park, nell'episodio Inferno sulla Terra 2006, durante una festa organizzata da Satana qualcuno è vestito da Fritto. Il Lunamiano Ignignokt appare insieme ad altri alieni nella serie animata Rick and Morty nell'episodio pilota I semi della discordia.
Frullo, Fritto e Polpetta sono apparsi anche in serie televisive, limitandosi a fare dei cameo negli schermi di monitor e televisioni. Tra questi sono apparsi in CSI - Scena del crimine negli episodi Formalità e Il miglior amico, in Breaking Bad nell'episodio Tradimento e ne I Soprano nell'episodio L'offerta immobiliare.
Nel programma televisivo Bullshit!, Penn menziona i Lunamiani e mostra un led di Ignignokt. Nel film American Teen, Jake indossa una maglietta di Aqua Teen Hunger Force. La serie viene menzionata anche in The Tonight Show with Conan O'Brien e viene omaggiata nel film Benvenuti a Zombieland. In Zero Days, gli Aqua Teen appaiono in un cubicolo della NSA. Inoltre appaiono in televisione nei film Il diario di Jack e Cattive acque.
Nel videogioco Duke Nukem Forever, una macchina delle risposte dice "stanotte, tu", frase celebre di Handbanana. Il vicino di casa Carl appare anche nel ruolo di un chiamatore arrabbiato nella stazione radio Flylo FM di Grand Theft Auto V.

## Colonna sonora

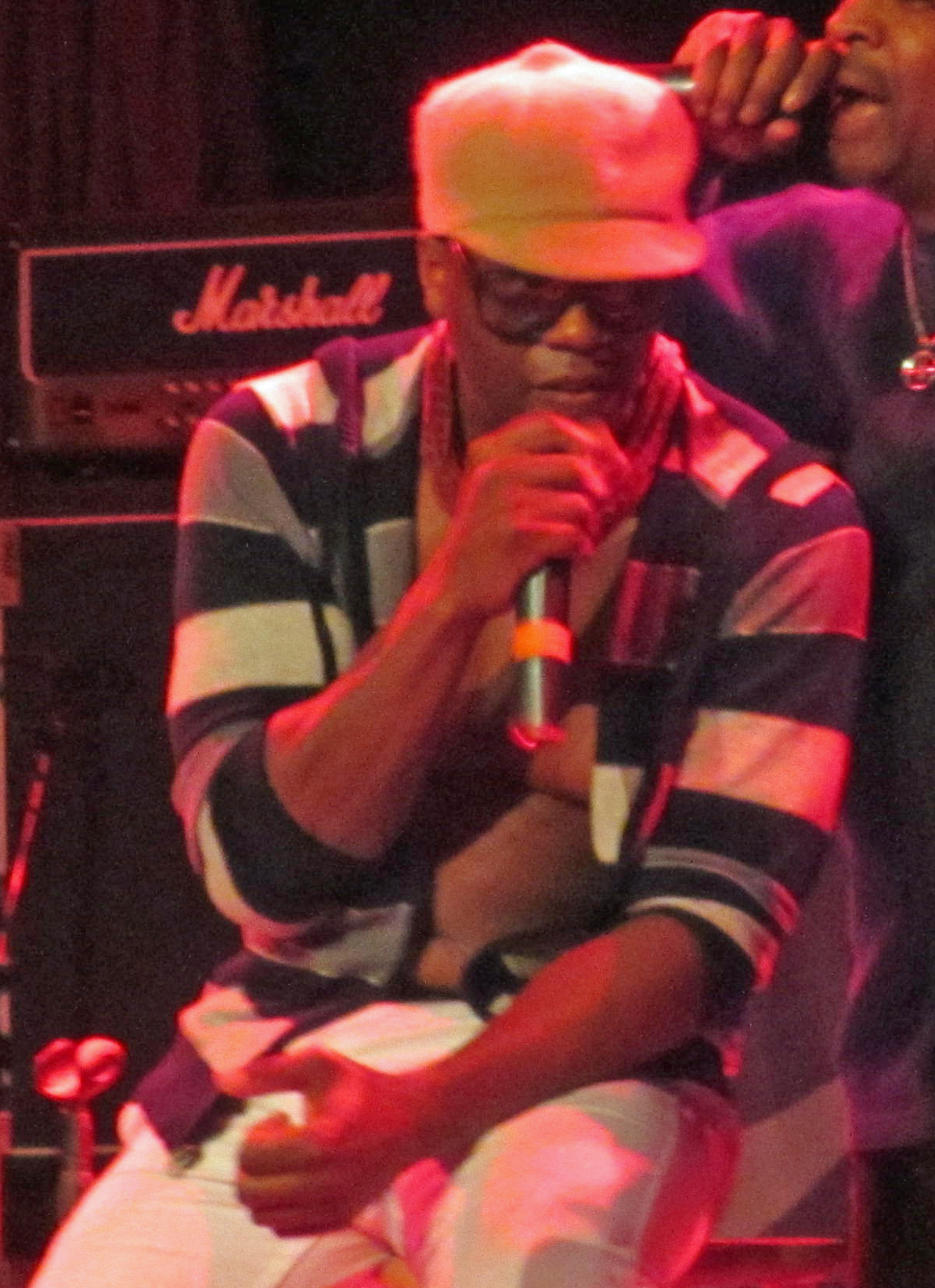
Schoolly D ha composto la sigla originale di Aqua Teen Hunger Force

La sigla del cartone, per le prime sette stagioni, è stata eseguita dal rapper Schoolly D. Più tardi, la sigla è stata remixata in occasione del film degli Aqua Teen e del videogioco Saints Row: The Third del 2011. Dopo un'assenza pluriennale dalla serie, Schoolly D è tornato per la settima stagione dove ha eseguito una sigla alternativa che è stata utilizzata esclusivamente nell'episodio Rabbot Redux. Dalle stagioni successive, la sequenza iniziale è caratterizzata da una colonna sonora differente. Schoolly D è tornato, ancora una volta, nel tema musicale della nona stagione che ha scritto e interpretato insieme al gruppo Mariachi El Bronx. La colonna sonora della decima stagione invece è composta dal rapper Flying Lotus. Nel novembre del 2006, Schoolly D e la Cartoon Network sono stati citati in giudizio a causa del tema musicale originale della serie. Infatti, il batterista Terence Yerves sostenne di aver collaborato con Schoolly D nel 1999 e di essere stato a conoscenza di un qualche utilizzo della canzone in una serie televisiva, ma di non aver mai approvato l'utilizzo della stessa in Aqua Teen Hunger Force. Tuttavia, egli non depositò mai i diritti d'autore alla Biblioteca del Congresso. Dopo la causa, Yerves richiese 150.000$ per tutte le volte che la serie veniva mandata in onda, insieme al sequestro di tutte le copie dei DVD che erano in commercio e alla cancellazione della serie stessa.
Il tema musicale della dodicesima stagione, interpretato da Schoolly D, è stato remixato dalla prima stagione da Nick Ingkatanuwat, Matt Maiellaro e Shawn Coleman.

## Distribuzione
La serie è stata presentata inizialmente su Cartoon Network il 30 gennaio 2000 con l'episodio pilota Rabbot. In seguito è stata riproposta su Adult Swim, blocco televisivo della rete, dal 9 settembre 2001 al 30 agosto 2015.
Nel dicembre 2007 è stato rivelato che la serie sarebbe stata presentata in anteprima in Italia coi primi cinque episodi della prima stagione durante il Future Film Festival 2008. Gli episodi sono stati trasmessi sottotitolati in italiano il 18 gennaio 2008, tuttavia la serie non fu mai presa in considerazione per una trasmissione televisiva. Il 1º febbraio 2018 sono state pubblicate l'ottava, la nona e la decima stagione della serie su TIMvision. In seguito sono state rese disponibili su Prime Video a partire dal 1º novembre 2021.

### Trasmissione internazionale
- 30 dicembre 2000 negli Stati Uniti su Cartoon Network e dal 9 settembre 2001 su Adult Swim[75]
- 19 ottobre 2002 nel Regno Unito e Irlanda su CNX[76]
- 2002 in Australia su Adult Swim (Cartoon Network)[77]
- 18 novembre 2003 in Messico in DVD[78]
- 4 gennaio 2004 in Canada su Teletoon at Night;[79]
- 7 ottobre 2005 in America Latina su Adult Swim;[80]
- maggio 2007 in Spagna su TNT;[81]
- 26 marzo 2007 in Russia su 2x2.[82]
- 4 aprile 2007 in Nuova Zelanda in DVD;[83]
- 5 dicembre 2007 in Germania su Sat.1 Comedy;[84]
- 20 gennaio 2010 in Giappone in DVD;[85][86]
- 2010 in Belgio su Acht;
- 4 marzo 2011 in Francia su Adult Swim (Cartoon Network);[87]
- 2012 in Ucraina su QTV;
- 2013 nei Paesi Bassi su TNT Benelux;
- 1º febbraio 2018 in Italia su TIMvision;[2]
- 14 novembre 2018 in Africa su Showmax;[88]

### Edizioni home video
Negli Stati Uniti, i DVD della serie sono stati rilasciati in 8 volumi; tuttavia, gli episodi contenuti in ciascuno di esso non corrispondono esattamente al numero di episodi trasmessi per ogni singola stagione. Il primo volume è composto da 16 episodi (i primi 16 episodi dei 18 della prima stagione), il secondo è composto da 13 episodi (gli ultimi due episodi della prima stagione più i primi 12 episodi della seconda stagione escluso l'episodio Broodwich), il terzo è composto da 13 episodi (nella quale sono stati recuperati tutti gli altri episodi della seconda stagione), il quarto è composto da 13 episodi (tutti gli episodi della terza stagione), il quinto è composto da 13 episodi (tutti gli episodi della quarta stagione), il sesto è composto da 13 episodi (i primi 9 episodi della quinta stagione più i primi quattro episodi della sesta stagione) il settimo è composto da 11 episodi (gli ultimi 6 episodi della sesta stagione più i primi 5 episodi della settima stagione) e l'ottavo è composto da 17 episodi (gli ultimi 7 episodi della settima stagione più tutta l'ottava stagione).
Nel maggio 2022, Warner Bros. Home Entertainment ha annunciato un set di DVD intitolato Aqua Teen Hunger Force: The Baffler Meal Complete Collection, composto da tutti gli episodi della serie, il film Aqua Teen Hunger Force Colon Movie Film for Theaters e ore di contenuti bonus. Il DVD è stata pubblicato il 20 settembre 2022.
| Stagione            | Episodi | Data di pubblicazione DVD | Data di pubblicazione DVD | Data di pubblicazione DVD |
| Stagione            | Episodi | Regione 1                 | Regione 2                 | Regione 4                 |
| ------------------- | ------- | ------------------------- | ------------------------- | ------------------------- |
| Prima stagione      | 18      | 18 novembre 2003          | 27 aprile 2009            | 4 aprile 2007             |
| Prima stagione      | 18      | 20 luglio 2004            | 7 dicembre 2009           | 7 novembre 2007           |
| Seconda stagione    | 24      | 20 luglio 2004            | 7 dicembre 2009           | 7 novembre 2007           |
| Seconda stagione    | 24      | 16 novembre 2004          | 25 gennaio 2010           | 6 agosto 2008             |
| Terza stagione      | 13      | 6 dicembre 2005           | 5 luglio 2010             | 4 febbraio 2009           |
| Quarta stagione     | 13      | 29 gennaio 2008           | 31 gennaio 2011           | 1º aprile 2009            |
| Quinta stagione     | 10      | 16 dicembre 2008          | N/A                       | 10 febbraio 2010          |
| Sesta stagione      | 10      | 16 dicembre 2008          | N/A                       | 10 febbraio 2010          |
| Sesta stagione      | 10      | 1º giugno 2010            | N/A                       | 16 giugno 2010            |
| Settima stagione    | 12      | 1º giugno 2010            | N/A                       | 16 giugno 2010            |
| Settima stagione    | 12      | 11 ottobre 2011           | N/A                       | 30 novembre 2011          |
| Ottava stagione     | 10      | 11 ottobre 2011           | N/A                       | 30 novembre 2011          |
| Nona stagione       | 10      | 20 settembre 2022         | N/A                       | N/A                       |
| Decima stagione     | 10      | 20 settembre 2022         | N/A                       | N/A                       |
| Undicesima stagione | 9       | 20 settembre 2022         | N/A                       | N/A                       |

## Accoglienza

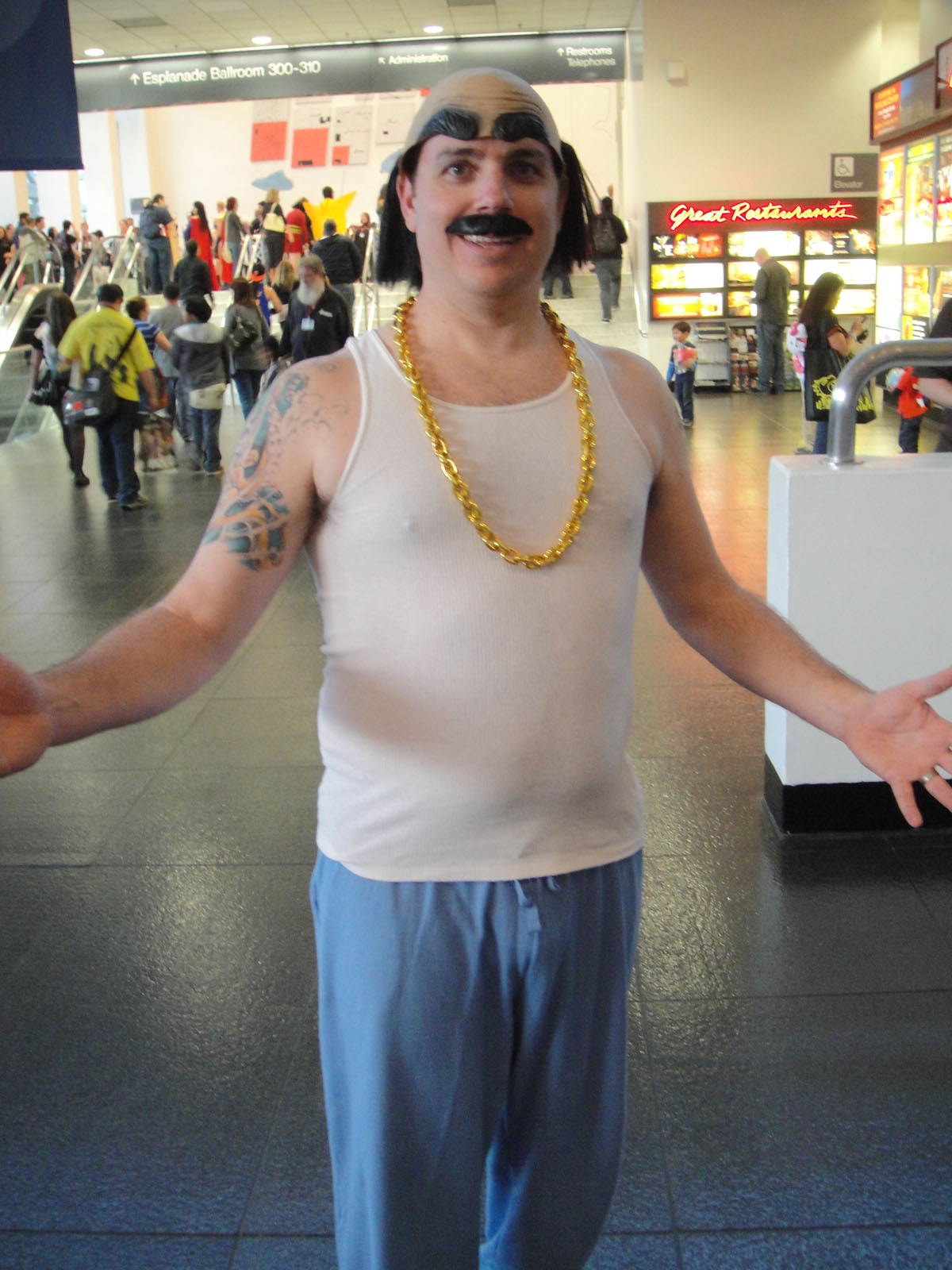
Un cosplayer di Carl Brutananadilewski

Nel gennaio 2009, IGN ha posizionato la serie al 39º posto nella top dei 100 miglior film d'animazione o spettacoli televisivi. La serie è stata nominata per due Teen Choice Awardss, nel 2007 e 2008. Nel 2011 Dave Willis e Matt Maiellaro hanno ricevuto una nomination agli Annie Award per la scrittura di un episodio dell'ottava stagione, Il Creditore. Nel 2013 IGN ha aggiornato la serie inserendola al 19º posto nella top delle migliori 25 serie animate per adulti.
James Rolfe, noto per aver creato Angry Video Game Nerd, ha citato la serie come ispirazione per la sua serie animata e, in generale, al suo senso dell'umorismo. Anche lo YouTuber Jason Gastrow, meglio noto come Videogamedunkey, ha citato la serie come fonte di ispirazione per la sua commedia.

### Controversie

#### Allarme bomba di Boston del 2007

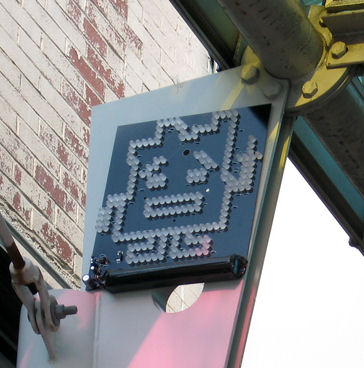
Un Lunamiano a LED situato a Cambridge (Massachusetts)

Nel 2007 la serie ha ricevuto particolare attenzione a causa di una trovata pubblicitaria che divenne nota come Boston Bomb Scare. Infatti, il 31 gennaio 2007, come parte di una campagna Guerriglia marketing, Peter Berdovsky e Sean Stevens hanno installato dei Lite-Brite a LED che ritraggono i Lunamiani (Mooninites in originale) in undici diverse città: Boston, New York, Los Angeles, Chicago, Atlanta, Seattle, Portland, Denver, Austin, San Francisco e Filadelfia. A Boston, le autorità hanno considerato i LED sospetti, spingendo la chiusura delle strade principali e persino dei corsi d'acqua per le indagini. La Turner Broadcasting System ha in seguito ammesso di aver posizionato i LED e si è scusata per il malinteso.
Berdovsky e Stevens sono stati accusati di disturbo della quiete pubblica, ma nonostante il clamore, i due derisero il fatto accaduto durante alcune interviste. Successivamente, tutte le accuse penali sono state ritirate in cambio delle scuse di Berdovsky e Stevens durante la data del processo e accettando un patteggiamento che consisteva in servizi sociali presso lo Spaulding Rehabilitation Center. Turner Broadcasting ha pagato al Boston Police Department un milione di dollari per coprire il costo delle ricerche e un ulteriore milione per buona volontà. Questa azione è stata progettata per risolvere reclami penali e civili. A causa di questo incidente, il direttore generale di Cartoon Network si è anche dimesso. Tra le 11 città in cui sono stati collocati i display, solo Boston li vedeva come una questione di interesse.
Un episodio di Aqua Teen Hunger Force originariamente programmato per la quinta stagione intitolato Boston è stato prodotto come risposta dei creatori della serie all'allarme bomba, tuttavia Adult Swim l'ha ritirato per evitare ulteriori polemiche. L'episodio non è mai andato in onda né è stato formalmente rilasciato al pubblico legalmente in alcun formato, sebbene sia trapelato illegalmente online nel gennaio 2015. Il 20 maggio 2023, una versione inconclusa e modificata dell'episodio è stata mostrata durante il Boston Comedy Festival, seguita da una sessione di domande e risposte con i presenti.

#### L'episodioShake Like Me
Nel settembre 2020, dopo la pubblicazione della serie sul servizio in streaming HBO Max, Adult Swim ha ritirato permanentemente l'episodio Shake Like Me di Aqua Teen Hunger Force e The Story of Jimmy Rebel di The Boondocks, considerandoli insensibili culturalmente. Nell'episodio di Aqua Teen, il cui titolo fa riferimento al libro Black Like Me di John Howard Griffin, viene mostrato il protagonista Frullo con comportamenti stereotipati, trasformandosi fisicamente dopo essere stato morso da un uomo afroamericano infettato da dei rifiuti tossici.

## Riconoscimenti
| Anno | Premio             | Categoria                                          | Nomination             | Risultato | Note    |
| ---- | ------------------ | -------------------------------------------------- | ---------------------- | --------- | ------- |
| 2007 | Teen Choice Awards | Miglior cartone animato                            | Aqua Teen Hunger Force | Nominato  | [ 108 ] |
| 2008 | Teen Choice Awards | Miglior cartone animato                            | Aqua Teen Hunger Force | Nominato  | [ 108 ] |
| 2012 | Annie Awards       | Miglior sceneggiatura in una produzione televisiva | Il Creditore           | Nominato  | [ 108 ] |

## Altri media

### Lungometraggi

#### Aqua Teen Hunger Force Colon Movie Film for Theaters
Il 13 aprile 2007, Adult Swim ha distribuito nei cinema americani un film basato sulla serie, Aqua Teen Hunger Force Colon Movie Film for Theaters. Il film introduce un quarto componente degli Aqua Teen, una pepita di pollo chiamato Chicken Bittle, che nella versione originale è stato doppiato dall'attore Bruce Campbell. I Plutoniani e Cybernetic Ghost of Christmas Past from the Future, entrambi personaggi ricorrenti, fanno apparizioni nel film, così come i Lunamiani, il Dott. Weird e MC Pee Pants.

#### Aqua Teen Forever: Plantasm
In un'intervista del 2010, lo staff della Radical Axis ha annunciato un sequel in fase di produzione intitolato Death Fighter, menzionando la possibilità che potesse essere realizzato in 3D. Inizialmente è stato progettato per essere trasmesso nei cinema.
La sceneggiatura di Death Fighter è stata completata e approvata nel 2014; tuttavia, Dave Willis ha affermato indirettamente che il progetto era stato demolito, subito dopo aver annunciato la cancellazione della serie. In seguito ha menzionato su Reddit che sarebbe costato 3,4 milioni $ per la produzione, esprimendo interesse per un finanziamento tramite Kickstarter.
Il 12 maggio 2021, Adult Swim ha confermato la produzione di tre nuovi film originali Direct-to-video, incluso un nuovo lungometraggio basato su Aqua Teen Hunger Force, in esclusiva su HBO Max e distribuito successivamente in versione fisica e in video on demand.
Nel novembre 2021 è stato annunciato che il film verrà pubblicato nel 2022. In seguito, Dana Snyder ha rivelato durante un'intervista che il film sarebbe stato pubblicato nell'estate 2022 insieme alla serie di cortometraggi AquaDonk Side Pieces, formata dai 10 ai 12 episodi. Il 30 aprile 2022, Willis ha affermato durante un'intervista che il film verrà distribuito a novembre 2022, rivelando che la produzione sarebbe terminata a maggio dello stesso anno. Il 18 maggio è stato annunciato che il film Aqua Teen Hunger Force: Plantasm sarebbe stato presentato durante il relativo panel dell'Adult Swim Festival il 6 agosto 2022.
Durante il panel è stato rivelato che il titolo ufficiale è Aqua Teen Forever: Plantasm. Inoltre è stata mostrata un'anteprima del film, confermando la pubblicazione in blu-ray e in digitale (anche in versione 4K) per l'8 novembre 2022 tramite Warner Bros. Home Entertainment. Il film vedrà una separazione tra gli Aqua Teen e Carl e in seguito si riuniscono per combattere un tale di nome Amazin, guidato dal magnate della tecnologia Neil (doppiato da Peter Serafinowicz) e dal suo fidato aiutante scienziato Elmer (doppiato da Paul Walter Hauser).

### Videogiochi
Nel corso del tempo sono stati pubblicati alcuni videogiochi basati sulla serie animata. Il primo, Aqua Teen Hunger Force: Destruct-O-Thon, è stato pubblicato per mobile nel 2004 ed è stato pubblicato e distribuito dalla Macrospace. Nel 2005 Oberon Games ha pubblicato il secondo, Aqua Teen Hunger Force: Studio Shakedown, per PC. L'ultimo, Aqua Teen Hunger Force Zombie Ninja Pro-Am, è stato pubblicato per Playstation 2 da Midway Games nel 2007 ed è stato sviluppato da Creat Studios. Un gioco online in Flash basato sulla serie intitolato The Worst Game Ever è stato reso disponibile su Adult Swim Games. Un altro gioco chiamato Carl Freaking Strip Poker, è stato reso disponibile in passato su Adult Swim Games, ma alla fine fu rimosso dal sito.

### Serie spin-off

#### Spacecataz
Nel 2003 TV Tome ha rivelato che Matt Maiellaro e Dave Willis, i creatori della serie, stavano sviluppando un episodio pilota intitolato inizialmente Spacecatraz, basato sui personaggi dei Lunamiani e dei Plutoniani di Aqua Teen Hunger Force. L'episodio sarebbe stato trasmesso tra fine 2003 e inizio 2004, tuttavia non sono state rivelate alcune informazioni su una serie completa.
Originariamente pensato come spin-off di Aqua Teen, Spacecataz si è basato su "una storia interstellare con enormi navicelle come in Star Trek". Successivamente, Adult Swim ha rifiutato l'episodio pilota, pensando che i creatori avrebbero potuto fare poco con quei personaggi. Tuttavia i produttori hanno deciso di tagliare l'episodio in diversi segmenti, inserendoli al posto della sigla della terza stagione di Aqua Teen Hunger Force durante la trasmissione e nel DVD, con la speranza di sollevare abbastanza proteste dei fan per costringere Adult Swim a riprendere la serie.

#### Carl's Stone Cold Lock of the Century of the Week
Nell'ottobre 2007, il sito ufficiale di Adult Swim ha pubblicato una webserie settimanale originariamente intitolata Carl's Pissed (in seguito I'm Pissed, Carl e Carl's Stone Cold Lock of the Century of the Week), incentrata sulle riflessioni di Carl Brutananadilewski di Aqua Teen Hunger Force riguardo al mondo dello sport, principalmente della NFL. In seguito, alcuni segmenti della serie sono stati pubblicati all'interno del sesto volume in DVD di Aqua Teen.
La serie è stata realizzata per il programma radiofonico ESPN Radio di Scott Van Pelt, poiché Scott era un grande fan di Aqua Teen. Dal 2015, viene trasmessa in televisione durante una versione a tarda notte di SportsCenter ospitato da SVP.

#### Soul Quest Overdrive
Nel 2010 Maiellaro e Willis hanno sviluppato un altro spin-off di Aqua Teen Hunger Force intitolato Soul Quest Overdrive, preso in considerazione da Adult Swim per una prima stagione composta da sei episodi. I personaggi sono basati su quelli apparsi originariamente nell'episodio Bible Fruit di Aqua Teen, trasmesso per la prima volta il 23 marzo 2008. Bible Fruit presenta i personaggi principali di Soul Quest Overdrive (con l'eccezione di Mick) sotto forma di frutti antropomorfi. Successivamente i personaggi sono stati cambiati in pezzi di attrezzature sportive antropomorfe, mantenendo personalità simili e i loro nomi originali. In Bible Fruit, le versioni "frutta" dei personaggi erano doppiate dagli stessi doppiatori che avrebbero continuato a dare la voce alle rispettive controparti delle attrezzature sportive in Soul Quest Overdrive. Il personaggio di Mick non compare nell'episodio pilota e non ha avuto alcuna controparte in Bible Fruit. Gavin McInnes, che ha fornito la sua voce di Mick, è stato personalmente contattato da Adult Swim per via della sua interpretazione di un forte accento scozzese.

### Merchandise
Grazie al successo di Aqua Teen Hunger Force sono stati distribuiti diversi merchandise relativi alla serie, tra cui magliette, cappelli, braccialetti e altri. Tra gli altri sono stati resi disponibili anche i costumi di Halloween per adulti dei personaggi di Frullo e Carl e una serie di action figure da collezione, giocattoli e peluche vari, insieme a delle decalcomanie per auto. Diversa merce personalizzata è stata resa disponibile sul sito ufficiale Adult Swim Shop, il quale ha chiuso nel marzo del 2012. Dall'ambito degli album musicali, per la serie sono state distribuite la colonna sonora del film Aqua Teen Hunger Force Colon Movie Film for Theaters e un album di Natale, cantato dai personaggi della serie, intitolato Have Yourself a Meaty Little Christmas.
Nel settembre del 2010, Adult Swim Shop ha introdotto una mongolfiera con le sembianze di Polpetta dal costo di 70.000$. L'acquisto includeva un giro di prova di un'ora in qualsiasi parte degli Stati Uniti e l'acquirente aveva il diritto di tenerlo, seppur doveva essere in possesso del brevetto di pilota. La mongolfiera è stata l'elemento più costoso di Adult Swim Shop, superando la fontana "Dethklok Fountain" della serie animata Metalocalypse, distribuita all'inizio del 2010 per 40.000$. La mongolfiera, tuttora, non è più disponibile.